# フェトッパプ
フェトッパプ(Hoe-deopbap、회덮밥)は、生魚を用いたビビンパであり、炊いた米に薄切りまたは角切りのセンソンフェ（生魚）、レタス、キュウリ、ゴマの葉、胡麻油等の様々な野菜、チョコチュジャン（酢、コチュジャン、砂糖から作るソース）を混ぜて作る韓国料理である。フェトッパプに用いる魚には、オヒョウ、スズキ、メバル、マグロ、サーモン、ホワイトフィッシュ等である。
食べ方は、ビビンパとほぼ同じであり、食べる前にスプーンで全ての具材を混ぜる。
生牡蠣を用いたグルフェトッパプや、江陵市及びその周辺の名物である生のウシノシタを用いたガジャミフェトッパプ等の種類がある。

## ギャラリー

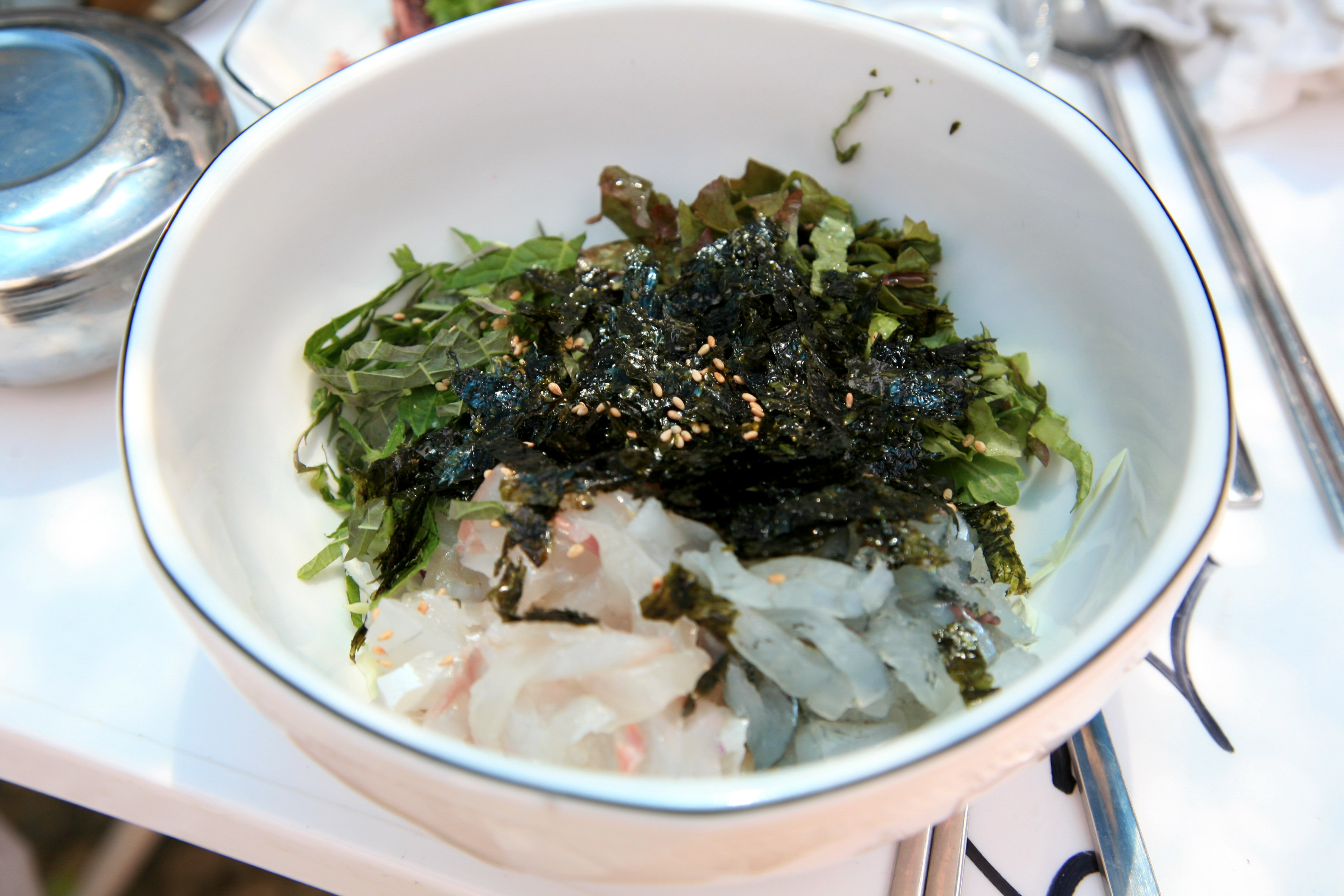
塩味を付けるために海苔がトッピングされる。
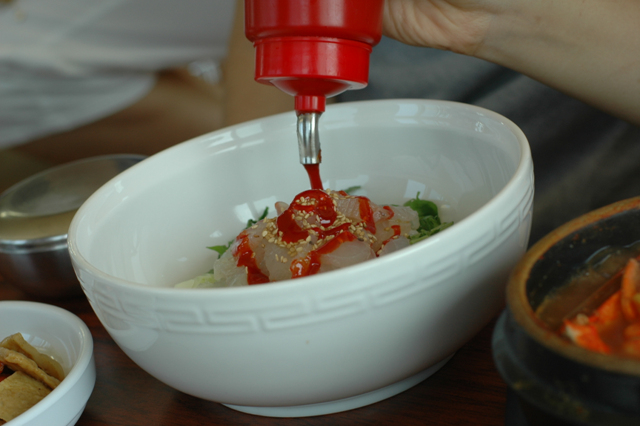
通常、コチュジャンがトッピングされる。